# Ohne mein Team
Ohne mein Team ist ein Lied des deutschen Rappers Bonez MC und des österreichischen Rappers RAF Camora, in dem der Rapper Maxwell einen Gastauftritt hat. Es erschien am 6. September 2016 als vierte Singleauskopplung ihres Kollaboalbums Palmen aus Plastik.

## Hintergrund
Das Lied wurde am 6. September 2016 unangekündigt als vierte und letzte Single des Albums Palmen aus Plastik, welches drei Tage später erschien, veröffentlicht.
In seiner Autobiografie Der Pakt erwähnt RAF Camora, dass Ohne mein Team als Lückenfüller des Albums diente, da Bonez zunächst nicht besonders begeistert von dem Song war. Ursprünglich war ein Feature mit dem französischen Rapper MHD geplant. Da jedoch der Releasetermin immer näher rückte und MHD sich bis zu diesem Zeitpunkt nicht gemeldet hatte, wurde beschlossen, Maxwell stattdessen als Feature auf dem Song einzusetzen. Nachdem Bonez die Hook und Maxwells Part gehört hatte, beschrieb er das Lied als „albern“, fand es jedoch noch „alberner“ auf einem Lied seines eigenen Albums als Interpret zu fehlen. In kurzer Zeit schrieb er die Bridge des Songs. Die Textzeilen „Ballern, ballern, Nicht um zwölf Uhr, aber dreizehn Uhr ist schon okay“ sind dabei auf ein Gespräch zwischen Bonez MC und RAF Camora im Studio zurückzuführen.

## Musikvideo
Das Musikvideo zu Ohne mein Team wurde unter der Regie von Shaho Casado gedreht und erschien zeitgleich zur Singleveröffentlichung.
Das auf YouTube veröffentlichte Video wurde ein kommerzieller Erfolg und erreichte bisher mehr als 146 Millionen Aufrufe (Stand: September 2022). Somit ist es, nach dem Musikvideo zu Palmen aus Plastik (161 Mio. Aufrufe), das Video mit der zweithöchsten Aufrufzahl der beiden Interpreten.

## Plagiatsvorwürfe
Den Künstlern RAF Camora und Bonez MC wurde des Öfteren vorgeworfen, die Melodie des Liedes von dem französischen Rapper MHD, insbesondere von dessen Song Afro Trap, Pt. 5 (Ngatie Abedi), kopiert zu haben. In einem Facebook-Kommentar erklärte Bonez MC, dass die Afro-Trap-Reihe von MHD ihnen zwar als Inspiration gedient habe, jedoch eine komplett andere Melodie habe. Anfangs sei MHD sogar als Feature-Gast geplant gewesen, nachdem dieser jedoch keine Rückmeldung gab, wurde das Feature abgesagt. RAF Camora erklärte zudem, dass die Melodie des verwendeten Samples aus einer Trance-Music-Library stamme und dem Track von MHD nur zufällig ähnele. Er sagte außerdem, dass die Vorwürfe ihm auch egal seien. „Der Song ist geil geworden und ich stehe mit jeder Faser meines Körpers dahinter. Da kann Afro Trap, Pt. 5 ruhig ähnlich klingen. Ich feiere das Album von MHD extrem.“
Auf die Frage, ob er sich bei dem Lied kopiert fühle, antwortete MHD in einem Interview, dass er vielmehr geschmeichelt sei, als Inspirationsquelle gedient zu haben. „Und das ist das Ziel des Afrotraps. Dass es sich überall ausbreitet, nicht nur in Frankreich. Die Tatsache, dass es bis nach Deutschland und Österreich reicht, freut mich. Für mich hat das nichts mit Kopieren oder Plagiieren zu tun.“

## Mitwirkende
| Liedproduktion - Raphael Ragucci: Komponist, Liedtexter - Maxwell Schaden: Liedtexter - John-Lorenz Moser: Liedtexter - Nuri Singör: Abmischung - Lex Barkey: Mastering | Musikvideo - Shaho Casado: Regisseur, Kameramann, Schnitt, Drohne Unternehmen - Auf!Keinen!Fall!: Musiklabel - Indipendenza: Musiklabel - Chapter ONE: Musiklabel - Universal Music Publishing: Vertrieb |

## Kommerzieller Erfolg

### Chartplatzierungen
Ohne mein Team erreichte in Deutschland Position sieben der Singlecharts und konnte sich insgesamt sechs Wochen in den Top 10 und 90 Wochen in den Charts platzieren, womit es zu den am längsten platzierten Singles zählt. In Österreich erreichte die Single in 84 Chartwochen mit Position 34 ihre höchste Notierung und in der Schweiz in 26 Wochen mit Position 58.
In den deutschen Single-Jahrescharts 2016 erreichte das Lied Position 55. Auch in den deutschen Jahrescharts 2017 konnte sich Ohne mein Team auf Rang 17 platzieren.
| ChartsChartplatzierungen | Höchstplatzierung | Wochen |
| ------------------------ | ----------------- | ------ |
| Deutschland (GfK)        | 7 (90 Wo.)        | 90     |
| Österreich (Ö3)          | 34 (84 Wo.)       | 84     |
| Schweiz (IFPI)           | 58 (26 Wo.)       | 26     |

| ChartsJahrescharts (2016) | Platzierung |
| ------------------------- | ----------- |
| Deutschland (GfK)         | 55          |

| ChartsJahrescharts (2017) | Platzierung |
| ------------------------- | ----------- |
| Deutschland (GfK)         | 17          |

Im Februar 2018 erreichte Ohne mein Team als erstes Lied überhaupt in Deutschland 100 Millionen Streams.
Auf der Streaming-Plattform Spotify verzeichnet das Lied bisher mehr als 310 Millionen Streams (Stand: Juli 2025), womit es Platz fünf der meistgestreamten deutschsprachigen Lieder auf Spotify belegt und das meistgestreamte Lied der beiden Interpreten auf Spotify darstellt.

### Auszeichnungen für Musikverkäufe
Im Jahr 2023 wurde Ohne mein Team in Deutschland für über 1,6 Millionen verkaufte Einheiten mit Vierfach-Platin ausgezeichnet. Damit rangiert die Single nicht nur auf Rang zwei – nach Roller (Apache 207) und neben Was du Liebe nennst (Bausa) – der meistverkauften Rapsongs in Deutschland, sondern zählt generell zu den meistverkauften Singles in Deutschland. Darüber hinaus wurde Ohne mein Team in Österreich für mehr als 15.000 Verkäufe mit einer Goldenen Schallplatte ausgezeichnet.
| Land/Region        | Auszeichnungen für Musikverkäufe (Land/Region, Auszeichnung, Verkäufe) | Verkäufe  |
| ------------------ | ---------------------------------------------------------------------- | --------- |
| Deutschland (BVMI) | 4× Platin                                                              | 1.600.000 |
| Österreich (IFPI)  | Gold                                                                   | 15.000    |
| Insgesamt          | 1× Gold · 4× Platin ·                                                  | 1.615.000 |